# Robert Bakewell

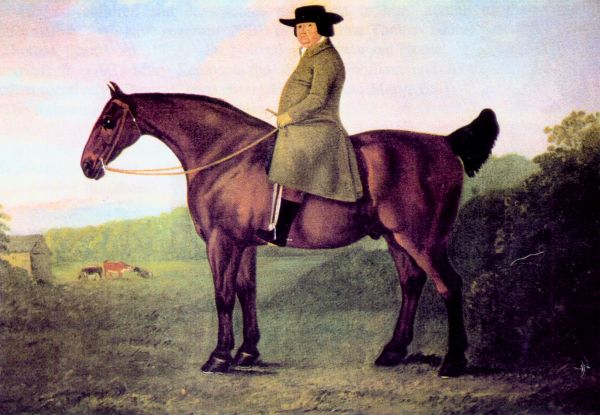
Robert Bakewell

Robert Bakewell (ur. 1725, zm. 1795) – angielski hodowca i agronom, jeden z twórców zootechniki. Wyhodował nowe rasy bydła i owiec. Wprowadził wiele nowych metod hodowlanych. Opracował nowy system nawadniania łąk. Uważany jest za jedną z najważniejszych postaci rewolucji agrarnej.
Jako jeden z pierwszych stosował świadomie i systematycznie sztuczną selekcję przy rozrodzie zwierząt gospodarskich. Mechanizm sztucznej selekcji stosowany przez Bakewella były inspiracją dla Charlesa Darwina w czasie jego pracy nad teorią ewolucji, zwłaszcza zaś nad mechanizmem doboru naturalnego.
W celu upamiętnienia Bakewella i jego osiągnięć w dziedzinie agronomii w 1994 powstało The New Dishley Society.